# Coptoproctis
Coptoproctis é um gênero de mariposa pertencente à família Acrolepiidae.